# Obba
Obba is een geslacht van weekdieren uit de klasse van de Gastropoda (slakken).

## Soorten
- Obba louiseae Thach, 2016
- Obba planulata (Lamarck, 1822)